# Nuffieldita
La nuffieldita és un mineral de la classe dels sulfurs. Rep el nom en honor del professor Edward Wilfrid Nuffield (Gretna, Manitoba, Canadà, 13 d'abril de 1914 - Vancouver, Colúmbia Britànica, Canadà, 10 de juny de 2006), mineralogista de la Universitat de Toronto, a Ontario (Canadà).

## Característiques
La nuffieldita és una sulfosal de fórmula química Cu1.4Pb2.4Bi2.4Sb0.2S₇. Cristal·litza en el sistema ortoròmbic. La seva duresa a l'escala de Mohs es troba entre 3,5 i 4.
Segons la classificació de Nickel-Strunz, la nuffieldita pertany a «02.JB: Sulfosals de l'arquetip PbS, derivats de la galena, amb Pb» juntament amb els següents minerals: diaforita, cosalita, freieslebenita, marrita, cannizzarita, wittita, junoïta, neyita, nordströmita, proudita, weibul·lita, felbertalita, rouxelita, angelaïta, cuproneyita, geocronita, jordanita, kirkiïta, tsugaruïta, pillaïta, zinkenita, scainiïta, pellouxita, chovanita, aschamalmita, bursaïta, eskimoïta, fizelyita, gustavita, lil·lianita, ourayita, ramdohrita, roshchinita, schirmerita, treasurita, uchucchacuaïta, ustarasita, vikingita, xilingolita, heyrovskýita, andorita IV, gratonita, marrucciïta, vurroïta i arsenquatrandorita.

## Formació i jaciments
Va ser descoberta a la mina de molibdè British Columbia, situada al mont Patsy, a la divisió minera de Skeena (Colúmbia Britànica, Canadà). A bada de la seva localitat tipus, també ha estat descrita en prop d'una quarantena de localitats arreu del planeta.